# Gyrinus vindilicus
Gyrinus vindilicus is een keversoort uit de familie van schrijvertjes (Gyrinidae). De wetenschappelijke naam van de soort is voor het eerst geldig gepubliceerd in 1927 door Pierre Lesne.